# Бендика, Байба
Ба́йба Бе́ндика (латыш. Baiba Bendika; род. 27 июня 1991, Цесис) — латвийская биатлонистка и лыжница. Первая в истории женского латвийского биатлона двукратная чемпионка Европы 2021 и 2024 года.

## Карьера
С 4 лет занималась лыжными гонками, спортивным ориентированием и футболом. Биатлоном начала заниматься в 2000 году, первым тренером был Юрис Стипниекс, затем тренировалась под руководством Валдиса Берзиньша. Окончила Розульскую начальную школу, Цесискую государственную гимназию, Видземское высшее учебное заведение. В настоящее время тренируется под руководством Илмарса Брициса и Виталия Урбановича. За национальную сборную на Кубке мира дебютировала в 2011 году.
В первое время Бендика показывала скромные результаты, не всегда отбираясь на Кубок мира. В 2012 году биатлонистка дебютировала на Чемпионате мира в немецком Рупольдинге, однако там латышка занимала места в конце первой сотни. Резкий рост результатов биатлонистки произошёл в сезоне 2015/2016. Добившись прогресса в скорости и в точности стрельбы, она смогла показать достойный результат. На этапе Кубка мира канадском Кэнморе спортсменка не только смогла набрать свои первые зачетные очки, но и войти в пятерку лучших в спринте. Благодаря этому Бендика попала на цветочную церемонию и показала лучший результат на Кубке мира в истории женского биатлона своей страны. Данный результат биатлонистка затем подкрепила двумя попаданиями в двадцатку лучших на этапе в американском Преск-Айле. 
В сезоне 2018/19 заняла 47-е место в общем зачёте, что является лучшим результатом за четыре сезона. Наилучшего результата биатлонистка достигла в индивидуальной женской гонке на 15 км в Поклюке, где заняла пятое место.
29 января 2021 года в спринтерской гонке в рамках чемпионата Европы в польском городе Душники-Здруй Бендика завоевала золотую медаль.
Участвовала в лыжных гонках на чемпионате мира по лыжным видам спорта 2021 года в Обертсдорфе. 24 февраля заняла первое место в квалификации к гонке на 10 км свободным стилем, которая прошла 2 марта.
На чемпионате мира по биатлону 2024 года в Нове-Место была близка к медали в спринте, но заняла пятое место, уступив 4 француженкам. От бронзы Бендику отделили 5,7 сек.

### Участие в Олимпийских играх
| Год  | Место проведения | Инд | Спр | Пр | МС | Эст | См |
| 2018 | Пхёнчхан         | 39  | 39  | 33 | —  | —   | —  |
| 2022 | Пекин            | 58  | 50  | 48 | —  | —   | —  |

### Участие в Чемпионатах мира
| Год  | Место проведения | Инд | Спр | Пр | МС | Эст | См | Осм |
| 2012 | ЧМ Рупольдинг    | 99  | 95  | —  | —  | 26  | 23 | н/д |
| 2013 | ЧМ Нове-Место    | 98  | 91  | —  | —  | —   | 23 | н/д |
| 2015 | ЧМ Контиолахти   | 92  | 82  | —  | —  | —   | —  | н/д |
| 2016 | ЧМ Хольменколлен | 65  | 78  | —  | —  | —   | 25 | н/д |
| 2017 | ЧМ Хохфильцен    | 65  | 50  | 27 | —  | —   | 25 | н/д |
| 2019 | ЧМ Эстерсунд     | 52  | 17  | 23 | 27 | —   | 23 | 10  |
| 2020 | ЧМ Антхольц      | 25  | 12  | 9  | 18 | 23  | 21 | 17  |
| 2021 | ЧМ Поклюка       | 52  | 26  | 18 | 9  | 22  | 23 | 14  |